# Anton Mang
Anton Mang nebo také Toni Mang (* 29. září 1949 Inning am Ammersee) je bývalý německý motocyklový závodník, pětinásobný vítěz mistrovství světa silničních motocyklů.
V dětství hrál v několika filmech (např. pohádka Rainera Gelse Brémští muzikanti), věnoval se závodně motorismu i jízdě na skibobu. Vyučil se nástrojařem a v roce 1970 nastoupil jako mechanik do týmu mistra světa ve stopětadvacítkách Dietera Brauna, kde se podílel se na vývoji motocyklu SMZ (Schlögl-Mang-Zender). V roce 1975 se stal západoněmeckým mistrem v kubatuře do 350 cm³ a debutoval ve světovém šampionátu, o rok později vyhrál na Nürburgringu svoji první velkou cenu.
Účastnil se MS silničních motocyklů v letech 1975 až 1988, nastoupil do 153 závodů, z toho 42 vyhrál, čtyřiatřicetkrát získal pole position a ve 26 případech zajel nejrychlejší kolo. V letech 1981 a 1982 se stal mistrem světa v kategorii do 350 cm³ a v letech 1980, 1981 a 1987 v kategorii do 250 cm³. Je jediným motocyklistou, který vyhrál Grand Prix Československa na novém i starém Masarykově okruhu. V roce 1981 byl zvolen západoněmeckým sportovcem roku, v roce 2001 byl uveden do Síně slávy Mezinárodní federace motocyklistů.
Po ukončení závodní kariéry si zařídil vlastní opravnu motocyklů, byl také manažerem Marcela Schröttera.